# Lophophorus lhuysii
Lophophorus lhuysii là một loài chim trong họ Phasianidae.